# A Faca na Água
Nóż w wodzie (bra/prt: A Faca na Água) é um filme polonês de 1962, dos gêneros drama e suspense, estrelado por Leon Niemczyk e dirigido por Roman Polanski.